# Gavià glauc
El gavià glauc (Larus glaucescens) és una espècie d'ocell de la família dels làrids (Laridae) que habita les costes del Pacífic Nord, des de les Illes del Comandant i Aleutianes, sud-est d'Alaska cap al sud fins al nord dels Estats Units, i en Àsia cap al sud fins al nord del Japó. En hivern arriben més al sud.